# Gertrude Rosenthal
Gertrude Rosenthal (geboren 19. Mai 1906 in Mayen; gestorben 8. Mai 1989 in Baltimore) war eine deutschamerikanische Kunsthistorikerin. 

## Leben
Gertrude Rosenthal war die Tochter des Bankiers Daniel Rosenthal und der Rosalie Rosenthal. Die Familie zog nach dem frühen Tod des Vaters nach Köln, wo Rosenthal 1923 das Abitur machte. Sie arbeitete als Büroangestellte in der Chemischen Industrie und von 1925 bis 1927 als Gehilfin in der Bücherstube im Wallraf-Richartz-Museum. Sie schrieb ab 1925 Artikel für die Kölnische Zeitung. 1927 begann sie ein Studium der Kunstgeschichte in Paris, Köln und Bonn und wurde 1931 in Köln mit einer Dissertation über die Bildhauerkunst im 18. Jahrhundert bei Albert Erich Brinckmann promoviert.
Nach der Machtübergabe an die Nationalsozialisten 1933 durfte sie nicht mehr für die Zeitung schreiben und konnte sich nur noch als Organisatorin im Jüdischen Kulturbund betätigen und war Herausgeberin dessen Mitteilungsblatt in Köln. Nach dem Tod ihrer Mutter bemühte sie sich um ein Visum für Großbritannien und emigrierte 1938. In London kam sie als Bibliothekshilfskraft beim Courtauld Institute of Art unter. 1940 ging sie in die USA und erhielt eine Stelle in der Bibliothek des Goucher College in 
Towson. Von 1945 bis 1968 arbeitete Rosenthal als Kuratorin im Baltimore Museum of Art und sorgte für populäre Ausstellungen, sie blieb dem Museum auch danach verbunden.  
Rosenthal erhielt Lehraufträge in der Johns Hopkins University und war Fellow des National Endowment for the Arts. Das Goucher College und das Maryland Institute College of Art ehrten sie mit einem Ehrendoktortitel.

## Schriften
- Französische Bildhauerkunst unter dem Einfluss römischer Barockskulptur um die Wende des 18. Jahrhunderts. Köln : M. Welzel, 1933
- (Hrsg.): From El Greco to Pollock : early and late works by european and american artists. Baltimore, Md.: The Baltimore Museum of Art, 1968 ISBN 0-8212-1207-9